# Smoląg (województwo pomorskie)
Smoląg – wieś kociewska w Polsce położona w województwie pomorskim, w powiecie starogardzkim, w gminie Bobowo.
W latach 1975–1998 miejscowość administracyjnie należała do województwa gdańskiego.
Przez miejscowość przepływa Węgiermuca, niewielka rzeka dorzecza Wisły, prawy dopływ Wierzycy.